# Bartsch Ede
Bartsch Ede (Kisszeben, 1795. november 8. – Eperjes, 1871. augusztus 31.) Sáros vármegye főorvosa.

## Művei
Életében két önálló munkát jelentetett meg:
- Dissertatio inaug. medica sistens ophtalmobioticam. Pestini, 1820.
- Sárosmegye helyirata. Eperjes, 1846.

Orvos-természettudományi cikkei megjelentek az Orvosi Tárban (1844. 1848.) és a Zeitschrift für Natur- und Heilkundeban (1850–52)